# Estadio Panamericano w Hawanie
Estadio Panamericano – to wielofunkcyjny stadion w Hawanie na Kubie. Jest obecnie używany głównie dla meczów piłki nożnej i był używany jako główny stadion igrzysk panamerykańskich w 1991. W 1992 odbył się tutaj lekkoatletyczny puchar świata. Swoje mecze rozgrywają na nim reprezentacja Kuby w piłce nożnej oraz drużyna piłkarska FC Ciudad de La Habana. Stadion może pomieścić 34 000 osób.